# Chlorid wolframičitý
Chlorid wolframičitý je anorganická sloučenina s chemickým vzorcem WCl4.

## Příprava
Chlorid wolframičitý je většinou připravován redukcí chloridu wolframového. Bylo popsáno mnoho redukčních činidel, včetně červeného fosforu, hexakarbonylu wolframu, gallia, cínu a antimonu. Antimon je optimální:
3 WCl6 + 2 Sb → 3 WCl4 + 2 SbCl3
3 WCl6 + 2 Al → 3 WCl4 + 2 AlCl3
2 WCl6 + W(CO)6 → 3 WCl4 + 6 CO

## Vlastnosti
Chlorid wolframičitý je černá diamagnetická hygroskopická pevná látka. Při zahřátí nad 450 °C se rozkládá za vzniku chloridu wolframnatého a chloridu wolframičného. Krystalizuje v ortorombické soustavě izotypické s chloridem niobičitým s mřížkovými parametry a = 807 pm, b = 889 pm, c = 685 pm. Je citlivý na vzduch a vlhkost, proto je nutné jej skladovat v inertní atmosféře (např. dusíku). Chlorid wolframičitý je nerozpustný v organických rozpouštědlech. Stejně jako většina binárních halogenidů kovů je i chlorid wolframičitý polymerní. Skládá se z lineárních řetězců atomů wolframu v oktaedrické geometrii. Z šesti chloridových ligandů navázaných na každý atom wolframu jsou čtyři chloridy můstkové. Vzdálenosti mezi atomy wolframu jsou střídavě 2,688 Å (vazba) a 3,787 Å (bez vazby).

## Reaktivita
Redukcí chloridu wolframičitého se sodíkem v THF vzniká solvát heptachlorodiwolframitanu sodného:
2 WCl4 + 5 THF + 2 Na → [Na(THF)3][W2Cl7(THF)2] + NaCl